# 디도 (성경 인물)
디도(공동번역, 개신교), 티토(가톨릭)(고대 그리스어: Τίτος)는 초기 기독교의 선교사이자 교회 지도자로, 디도서 등의 바울 서신에서 언급되는 사도 바울로의 동역자이다. 바울로에 의해 기독교로 개종한 것으로 보이며, 전승에 의하면 그는 크레타의 감독으로 세워졌다고 한다.
디도는 코린토스(고린도) 교회에 예루살렘의 가난한 성도들을 도와달라는 편지를 바울로에게서 받아 전달한다. 이후에 크레타에서 디도는 죽을때까지 크레타섬의 모든 도시에 장로를 임명했고, 칸디아(현재의 이라클리오) 주변에 있는 도시인 고르티나에서 숨을 거두었다고 전해진다.

## 생애
디도는 헬라인이며 안티오키아 출신으로 여겨지는데, 젊은 나이에 그리스 철학과 시학을 배웠다고 전해진다. 그는 또한 바울로에 의해 회심한 것으로 보이며, 바울로의 통역자이자 비서관으로 활동했다. 그는 또한 49세에 예루살렘에서 열린 모세의 율법에 대한 공회에 바울로, 바르나바와 함께 동행했고. 바울로가 비록 유대인에 대한 사역을 위해 디모테오의 할례에 동의했지만, 기본적으로 이방인 개종자에게 할례가 필요하지 않다는 태도를 취했으므로 디도는 할례를 받지 않았다.
바울로가 56세쯤 되어 아시아에서 떠나게 되었을 때 디도를 에페소스에서 코린토스로 보내며, 디모테오의 고린도전서 전달과 바울로의 방문으로 인해 발생한 안좋은 일들을 치유하는 임무를 맡긴다. 바울로의 여정동안 디도는 엄중한 편지(Severe Letter)를 전달하였고(고후7:8), 이에 대한 코린토스 교회의 부정적 반응을 듣기 위해 트로아스(드로아)에서 디도를 만난 것으로 보인다.
이 임무를 성공적으로 끝마친 이후 디도는 북쪽으로 가서 마케도니아에 있는 바울로를 만난다. 거기서 바울로는 디도의 성공(고후 7:6-15)을 매우 기뻐하며 고린도후서를 쓰게 된 것이다. 디도는 이번에는 여러명의 동행자와 함께 고린도후서를 전달하게 된다. 바울로는 후에 코린토스에 있는 디도와 합류한 뒤, 디도를 통해 예루살렘에 성금을 전달하도록 한다. 즉 디도는 갈등을 중재하고 관리하는일과 선교활동에 큰 자질을 보였다.
초대 교회의 전승에 의하면 바울로는 그의 첫번째 로마투옥에서 풀려난 뒤 크레타섬에 들려 복음을 전했다. 그러나 더 많은 교회들이 바울로의 방문을 필요로 했기 때문에, 디도를 크레타섬의 감독으로 임명(딛 1:5)하여 자신이 못다한 일들을 마저 하도록 한 뒤 떠나게 된다. 요한네스 크리소스토무스는 이로써 바울로가 디도를 크게 신임했음을 알 수 있다고 말한다.
바울로는 후에 이피로스 지역에 있는 니코폴리스로 디도를 소환한다(딛 3:12). 이후 디도는 달마티아로 여정을 떠나게 되는데(딤후 4:10), 이후 디도의 죽음에 대해서는 신약성경에서 전하지 않는다.
고린도후서와 갈라디아서에서 사용된 "디도"라는 이름은 디모테오가 비격식으로 사용한 이름에 불과하다는 주장이 제기되었는데, 그 주된 이유는 디모테오와 디도가 바울로와 오랫동안 굉장히 가깝게 지낸 동역자임에도 불구하고 이 두 서간에서 그 이름이 동시에 등장하지 않는다는 것이다. 이 이론은 고전 4:17, 16:10; 고후 2:13, 7:6, 13-14, 12:18; 행 19:22에 등장하는 한 여정이 디도이자 디모데인 한 사람의 여정이라고 주장한다. 그러나 디모데후서는 디도가 달마티아로 여정을 떠났다고(딤후 4:10) 기록하여 이 주장을 반박하고 있다. 바울로가 디모테오를 할례했으나(행 16:3) 디도에게는 하지 않았다는 기록(갈 2:3) 역시 이 둘이 다른 사람이라는 증거가 될 수 있으나, 마리우스 빅토리누스가 주석에 남긴것처럼 갈라디아서 2장 4절의 일부 사본은 디도가 할례를 받았다고 말한다.

## 시성
디도의 축일은 트리덴티노 달력에는 나와있지 않았지만, 1854년에 2월 6일로 지정되었다. 1969년에 가톨릭 교회는 성 바오로 사도의 회심 축일 바로 다음날인 1월 26일을 바울로의 두 제자인 디모테오와 디도의 축일로 지정했다. 미국 복음주의 루터회는 디모테오와 디도에 더해 실라 역시 같은 날에 기념한다. 동방 정교회는 8월 25일과 1월 4일을 축일로 삼는다.
그의 성물은 지금은 두개골밖에 남아있지 않은데, 터키 점령기때 베네치아로 이송되었다가 1966년에 반환되어 지금까지 크레타 섬의 이라클리오의 성 디도 교회에 있다. 성 디도는 미군 군종 장교의 성인이다.